# 坪头乡 (吕梁市)
坪头乡，是中华人民共和国山西省吕梁市离石区下辖的一个乡镇级行政单位。

## 行政区划
坪头乡下辖以下地区：
坪头村、虎山村、樊包头村、磁窑沟村、赵家山村、呼家山村、东社村、李家山村、鹏凤山村、焉口村、南庄村、寺沟村、雒家庄村、闫家坡村、凤凰峁村、枣洼村、柏局上村、西则村、薛家坡村、卧龙焉村、大西局村、崇里村、垣上村和段家焉村。